# Random 1-8
Random 1-8 es el tercer EP de la banda inglesa de rock alternativo Muse. El EP fue lanzado sólo en Japón por Avex, el 4 de octubre de 2000, para promocionar el tour de la banda allí. El EP consiste en 6 lados B grabados durante la era del álbum Showbiz, y 2 canciones en vivo. También incluye 3 remezclas de la canción “Sunburn”.

## Lista de canciones
1. Host
2. Coma
3. Pink Ego Box
4. Forced In
5. Agitated
6. Yes Please
7. Fillip (live)
8. Do We Need This (live)

- Sunburn (Timo Maas Sunstroke Remix) (pista oculta)
- Sunburn (Timo Maas Breakz Again Mix) (pista oculta)
- Sunburn (Steven McCreery Remix) (pista oculta)

(La remezcla de Sunburn comienza en el final de la canción “Do We Need This?” en directo, lo que hace que haya 8 canciones, lo que da el título “Random 1-8”.)

## Detalles del lanzamiento
| País  | Fecha                | Discográfica | Formato        | Catálogo   |
| ----- | -------------------- | ------------ | -------------- | ---------- |
| Japón | 4 de octubre de 2000 | Avex Trax    | Disco compacto | AVCM-65060 |